# 2016型ソナー
2016型ソナー（英語: Type 2016 sonar）は、イギリス海軍の探信儀（アクティブ・ソナー）。

## 2016型ソナー
幕僚要求事項の草稿は1968年中盤に提示され、設計作業は1971年3月より開始された。同機が代替すべき184型は既に性能的に陳腐化していたことから、このプロジェクトは優先度の高いものと位置付けられていた。
目標捕捉用として、水平方向のビーム32本によりファンビームを形成するとともに、目標追尾用として、ビーム幅7度のペンシルビームを形成する。送信形式は全方向送信（Omnidirectional transmission, ODT）およびSDT（Steering Directional Transmission）。また受信形式は、184型と同様に待ち受け受信方式を採用している。なお本機では、音響信号処理にデジタル信号処理を導入しており、FM1600B電子計算機を採用している。
184M型ではイギリス近海の65パーセントでしか効力を発揮できなかったのに対し、2016型では90パーセントに達する。探知距離は、穏やかな海況であれば20,000ヤード (18 km)、深海でも8,000ヤード (7.3 km)に達する。ただし当初計画では、150フィート (46 m)長のフランクアレイ・ソナーと連携して海底反跳（BB）や収束帯（CZ）を使用する計画だったが、これは実現せず、後に曳航式の2031型が配備された。

## 2050型ソナー
2016型と同じ送受波器を使用しつつ、低周波化を図るとともに音響信号処理を改善した発展型として開発されたのが2050型である。音響信号処理装置は、輸出用のFMS-21ソナーから導入された。ただし新しい送信機の開発が遅延したことから、まず漸進型として、受信機および信号処理装置のみを更新した2016/50型（公式呼称は2016HN型および2016H22型）が配備された。2016/50型は収束帯（CZ）に達する探知距離を備えているが、海底反跳（BB）には非対応である。

## 搭載艦
イギリス海軍
- インヴィンシブル級航空母艦
- リアンダー級フリゲートバッチ3改修艦
- 42型駆逐艦（後日装備）
- 22型フリゲート
- 23型フリゲート
- 26型フリゲート